# Mikel Rico Moreno
Mikel Rico Moreno (nascut el 4 de novembre de 1984) és un exfutbolista basc que jugava com a migcampista central.
Després de passar bona part de la seva carrera a les divisions inferiors d'Espanya amb la UB Conquense, el Polideportivo Ejido i l'Osca, va aconseguir l'ascens a La Liga amb el Granada CF el 2011, i fa fitxar per l'Athletic Club dos anys després. Va acumular un total de 200 partits i 15 gols a la màxima divisió durant vuit temporades abans de tornar a l'Osca l'estiu del 2019. Es va retirar al FC Cartagena, a segona divisió.

## Palmarès
- 1 Supercopa d'Espanya: 2015 (Athletic Club)[1]